# Vranci
 Ovo je glavno značenje pojma Vranci. Za druga značenja pogledajte Vranci (razdvojba).
Vranci (lat. Phalacrocoracidae) su porodica ptica koja pripada redu Suliformes. 

## Neke vrste
Neke vrste iz porodice vranaca:
- Rod Microcarbo
  - Mali vranac, Microcarbo pygmaeus
  - Afrički vranac, Microcarbo africanus
  - Namipski vranac, Microcarbo coronatus
  - Dugorepi vranac, Microcarbo niger
  - Bjeloglavi vranac, Microcarbo melanoleucos
- Rod Urile
  - Plavogrli vranac, Urile penicillatus
  - Crvenolici vranac, Urile urile
  - pučinski vranac, Urile pelagicus
  - † Berinški vranac, Urile perspicillatus (izumrli)
- Rod Phalacrocorax
  - Priobalni vranac, Phalacrocorax neglectus
  - Perzijski vranac, Phalacrocorax nigrogularis
  - Sivoprsi vranac, Phalacrocorax featherstoni
  - Kudravi vranac, Phalacrocorax punctatus
  - Tasmanski vranac, Phalacrocorax fuscescens
  - Šarenolici vranac, Phalacrocorax varius
  - Crni vranac, Phalacrocorax sulcirostris
  - Indijski vranac, Phalacrocorax fuscicollis
  - Kapski vranac, Phalacrocorax capensis
  - Japanski vranac, Phalacrocorax capillatus
  - Bjelovrati vranac, Phalacrocorax capillatus lucidus
  - Veliki vranac, Phalacrocorax carbo
- Rod Gulosus
  - Morski vranac, Gulosus aristotelis
- Rod Nannopterum
  - Galapagoski vranac, Nannopterum harrisi
  - Maslinasti vranac, Nannopterum brasilianum
  - Dvokresti vranac, Nannopterum auritum
- Rod Leucocarbo
  - Patagonski vranac, Leucocarbo magellanicus
  - Čilski vranac, Leucocarbo bougainvillii
  - Bauntski vranac, Leucocarbo ranfurlyi
  - Cookov vranac, Leucocarbo carunculatus
  - Čatamski vranac, Leucocarbo onslowi
  - Novozelandski vranac, Leucocarbo chalconotus
  - Leucocarbo stewarti
  - Oklandski vranac, Leucocarbo colensoi
  - Kambelski vranac, Leucocarbo campbelli
  - Bjelotrbi vranac, Leucocarbo atriceps
  - Južnodžordžijski vranac, Leucocarbo georgianus
  - Krozetski vranac, Leucocarbo melanogenis
  - Leucocarbo bransfieldensis
  - Kerguelenski vranac, Leucocarbo verrucosus
  - Herdski vranac, Leucocarbo nivalis
  - Leucocarbo purpurascens

## Vanjske poveznice
|  | Zajednički poslužitelj ima stranicu o temi Phalacrocoracidae    |
|  | Zajednički poslužitelj ima još gradiva o temi Phalacrocoracidae |
|  | Wikivrste imaju podatke o taksonu Phalacrocoracidae             |